# Stazione di Castelfranci
La stazione di Castelfranci è una fermata ferroviaria ubicata lungo la linea Avellino-Rocchetta Sant'Antonio. Serve il centro abitato di Castelfranci.

## Storia
La fermata, originariamente una stazione, venne attivata insieme alla parte centrale della ferrovia da Paternopoli a Monteverde il 27 ottobre 1895. Aveva un buon traffico passeggeri e merci, diminuito con la progressiva riduzione del numero di treni giornalieri svolti sulla ferrovia.
Nel 1987 divenne una fermata impresenziata. Dalla fine degli anni 1990, era stato attivato anche un servizio di navetta su gomma dalla fermata al centro abitato servito, situato a circa 1 km da essa.
L'esercizio ferroviario sulla linea è stato sospeso il 12 dicembre 2010, quando a Castelfranci fermavano ancora tutti i treni, e riattivato a partire dal 2016 per treni turistici. Negli anni 2020, la fermata di Castelfranci torna ad essere occasionalmente servita dai treni storici di Fondazione FS Italiane.

## Strutture e impianti
La fermata è dotata di un binario passante dotato di marciapiede per il servizio passeggeri.
A causa del terremoto del 1980, che sconvolse le zone dell'Irpinia, il fabbricato viaggiatori venne sostituito con una struttura prefabbricata ancora oggi visibile, e vennero rimossi il secondo binario e lo scalo merci, originariamente presenti, rendendo la stazione de facto una fermata.